# Tennisz és Golf
A Tennisz és Golf a Magyar Tenisz Szövetség hivatalos lapja volt 1929 és 1932 között. Budapesten jelent meg havonta kétszer. A kor neves teniszezői készítették a folyóiratot. Főszerkesztő Kehrling Béla, munkatársai voltak Vásárhelyi L. Jenő és Minder Sándor jégkorongozó és sportújságíró.

## Részlet az első számból
„Tisztelt olvasóink!
Bár a magyar sajtó, — a sport lapokkal az élén, — a magyar tennis valamint golf közönséget napi hírszolgálataival nagyrészt kielégíti, azonban a többi sportág hatalmas anyagai miatt nem tudott sem tennissel vagy golffal részletesen és állandóan foglalkozni. Ez indított minket arra, hogy a teniszezők, valamint golfozók hatalmas s mint a versenyeken látható, állandóan növekedő és lelkes táborának legfokozottabb igényeit egy havonta kétszer megjelenő illusztrált szaklappal elégítsük ki.
Úgy hazai, valamint külföldi viszonylatban igyekezünk a leggyorsabb és legpontosabb hírszolgálatot fenntartani. Az öt világrész főbb eseményeiről levelezőink fogják t. Olvasóinkat tudósítani. A hazai eseményekkel a legrészletesebben kívánunk foglalkozni, s Olvasóink köréből érkező leveleknek, valamint kívánalmaknak készséggel adunk helyt lapunk hasábjain...
...Most pedig engedjék meg az Olvasóink, hogy nemcsak mint a lap összessége, hanem röviden mint egyének is bemutatkozhassunk.
Az ábc-t követve Halter, Jankó, Kehrling, Minder, Vásárhelyi sorrendben ajánljuk magunkat, vagyis lapunkat t. Olvasóink szeretetébe. Külön-külön már mindannyian bemutatkoztunk a sporttelepeken. Ahogy ott önzetlenül szolgáltuk a magyar sport szentügyét, ugyanúgy kívánjuk ezt sajtómunkánk terén is folytatni."